# Annener Gussstahlwerk

Firmenzeichen des Gussstahlwerks Witten-Annen um 1937

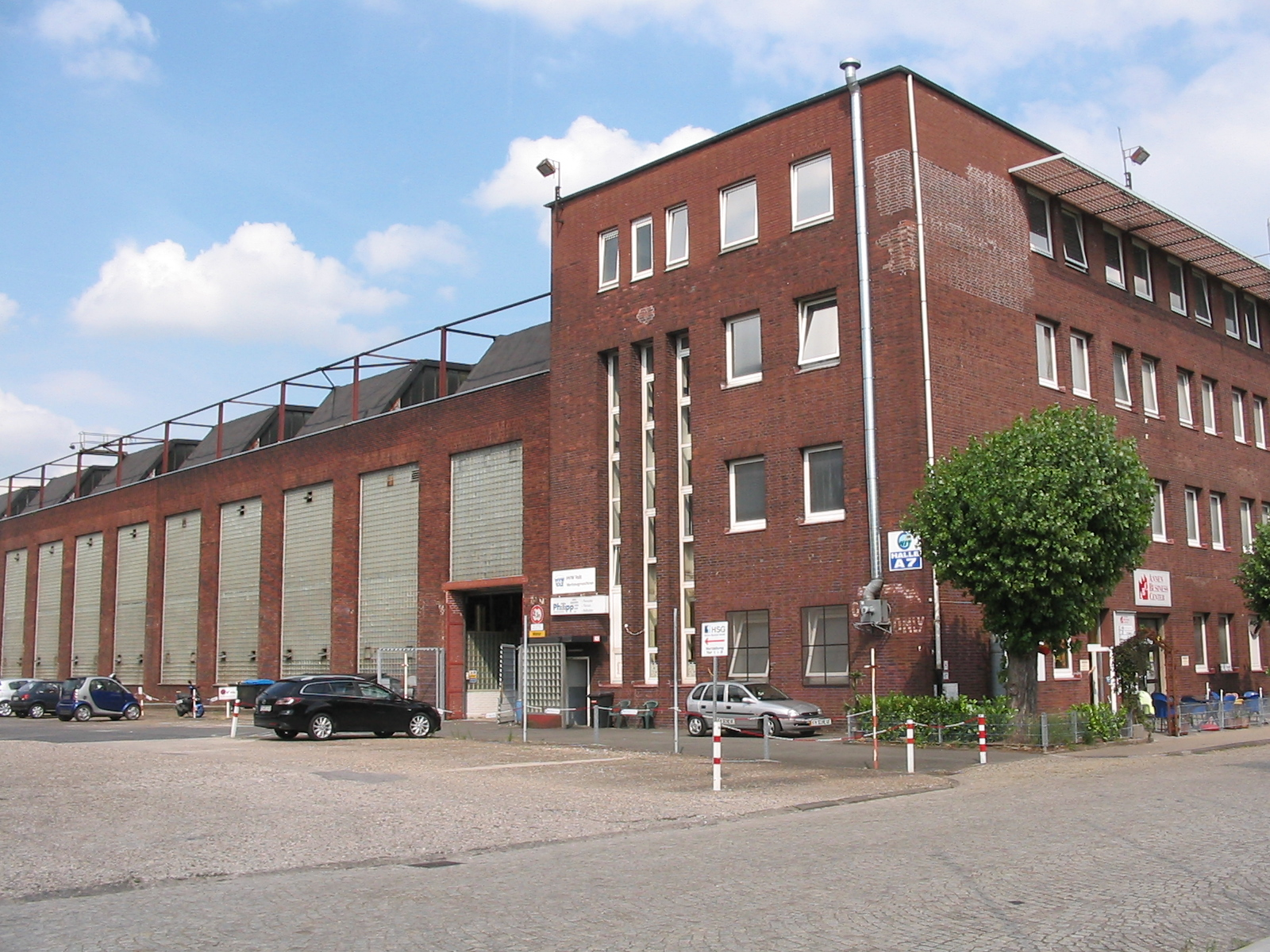
Halle A7, in der 1944/45 KZ-Häftlinge Zwangsarbeit leisten mussten

Die Annener Gußstahlwerk Aktiengesellschaft war ein 1873 gegründetes Unternehmen der Montanindustrie in Witten-Annen. Es wurde 1931 liquidiert, die Produktionsanlagen gingen dabei auf die Ruhrstahl AG über, gehörten später zum Rheinstahl-Konzern und dann zur Thyssen AG. Zum Produktionsprogramm gehörten Eisenbahn-Achsen sowie Schmiede- und Formgußstücke für die Maschinenbau-Industrie. Auf dem Werksgelände in Annen besteht seit 1999 der Wittener Industrie und Technologie Park, einige Bauteile stehen seit 2011 unter Denkmalschutz.

## Geschichte

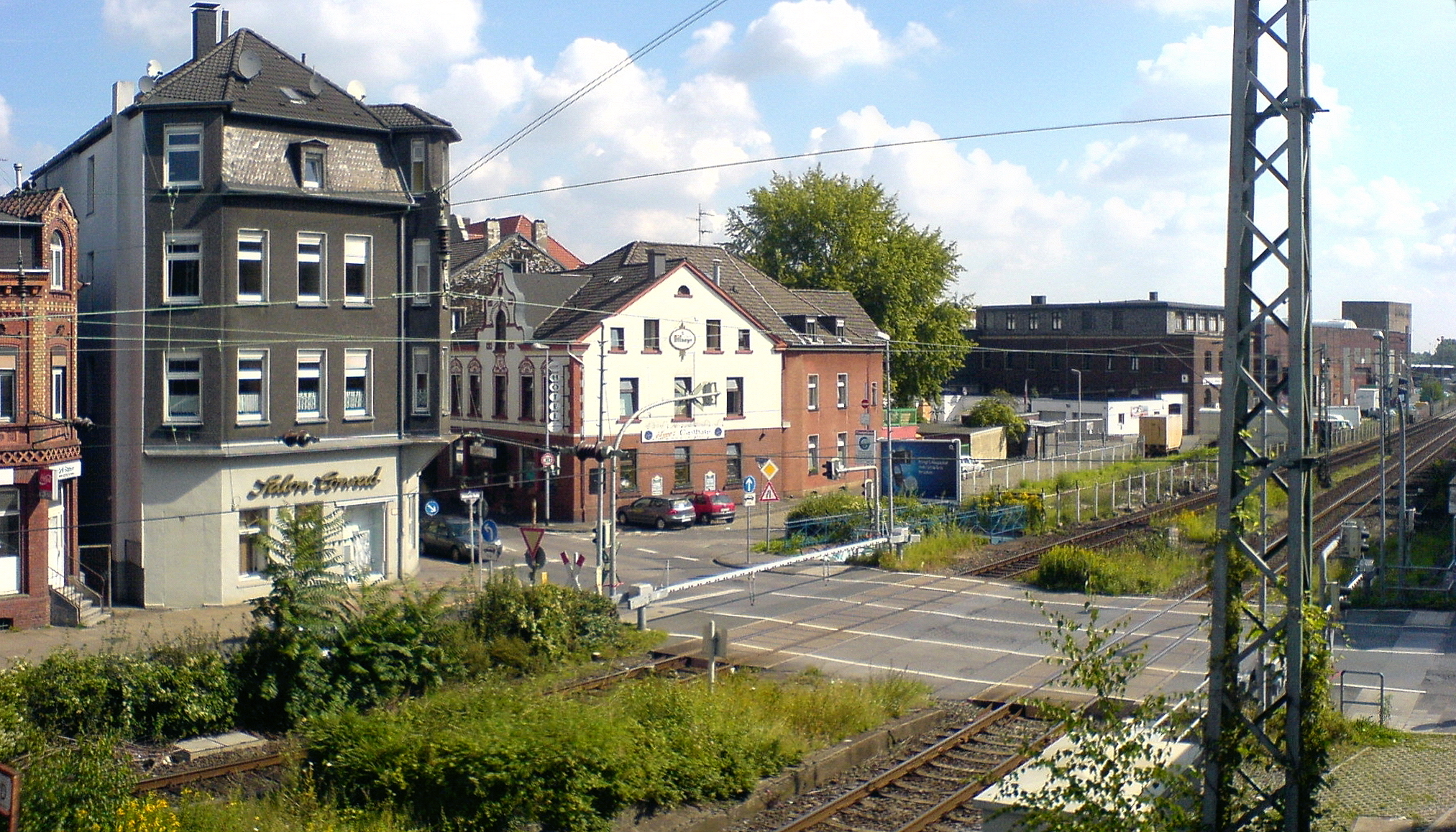
Annener Gussstahlwerk (Hallen im Hintergrund rechts)

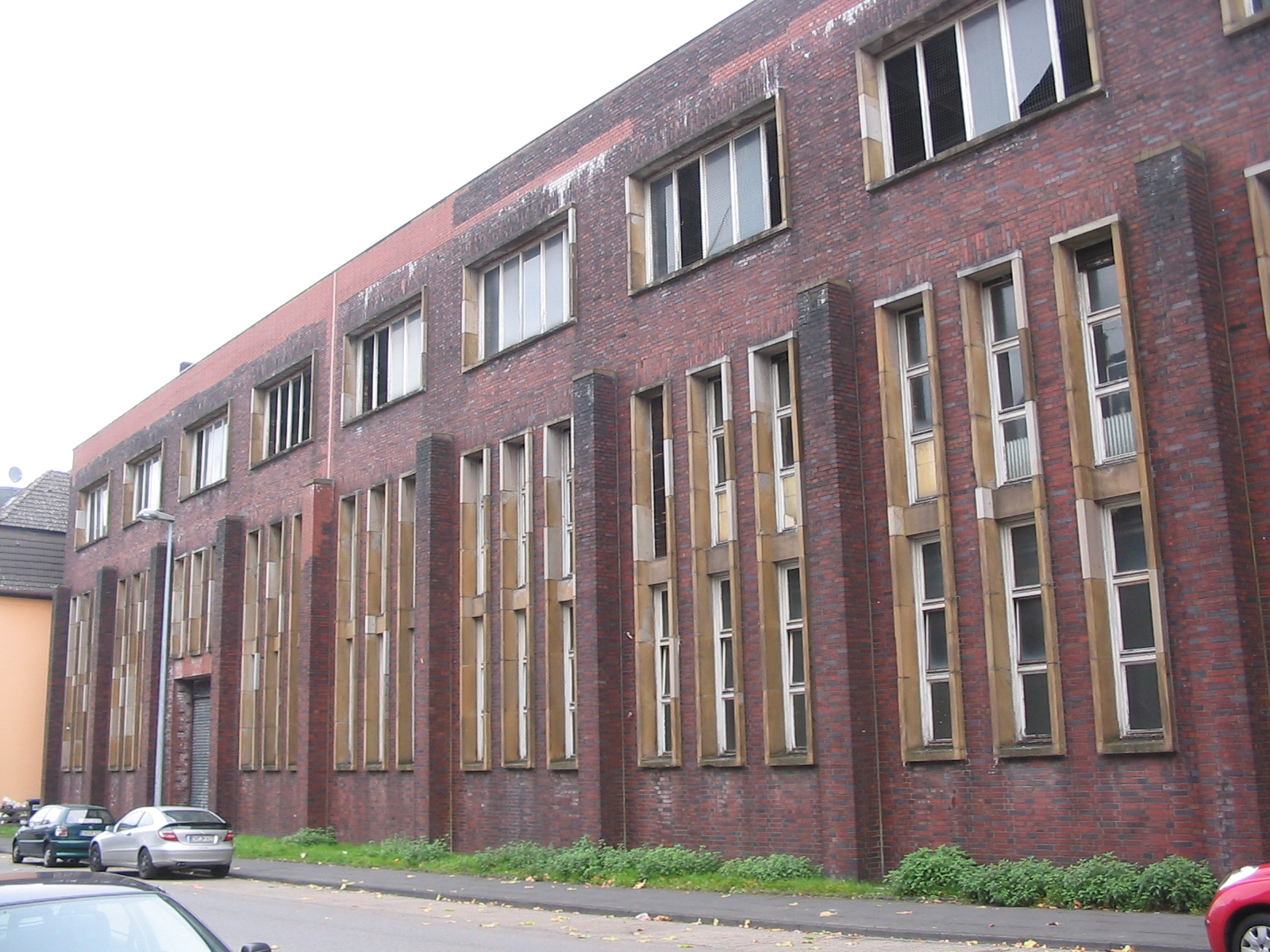
Denkmalgeschützte ehemalige Glühofenhalle

Vorgänger des Unternehmens war das 1865 durch den Techniker Wilhelm Reunert und die kapitalgebende Ruhrorter Familie König in Annen gegründete Stahlwerk König & Reunert, das zunächst in erster Linie Gewehrläufe herstellte.
Im Januar 1873 entstand daraus eine Aktiengesellschaft mit der Firma Annener Gußstahlwerk. Das Aktienkapital betrug bei der Gründung 1.875.000 Mark, wurde jedoch in den folgenden, von der Rezession der Gründerkrise geprägten Jahren in zwei Schritten bis auf 625.000 Mark herabgesetzt und konnte erst ab 1889 schrittweise wieder erhöht werden: 1889 auf 1.075.000 Mark, 1898 auf 1,5 Millionen Mark und 1906 auf 2,2 Millionen Mark. 1920 übernahm der Stumm-Konzern eine Mehrheitsbeteiligung. In der Hochinflation stieg das Aktienkapital auf zuletzt 16 Millionen Mark an, bevor es 1924 auf 1.560.000 Goldmark bzw. Reichsmark umgestellt wurde. 1925 waren 40 % des Aktienkapitals im Besitz der Gelsenkirchener Gußstahl- und Eisenwerke AG, die ihrerseits zum Stumm-Konzern gehörte. Die Gelsenkirchener Gußstahl- und Eisenwerke AG, die auch mehrere Standorte außerhalb Gelsenkirchens umfasste, firmierte 1926 um zur Rheinisch-Westfälische Stahl- und Walzwerke AG, die wiederum 1930 mehrheitlich von der Vereinigte Stahlwerke AG übernommen wurde. Innerhalb dieses Großkonzerns erfolgte nun eine Umstrukturierung: Die Annener Gußstahlwerk AG wurde liquidiert und erlosch Ende 1931; ihre Produktionsanlagen in Annen wurden dabei zunächst an die Rheinisch-Westfälische Stahl- und Walzwerke AG verkauft, die sie jedoch kurz darauf in die neu gegründete Ruhrstahl AG einbrachte.
Im Zweiten Weltkrieg wurden neben Zwangsarbeitern auch KZ-Häftlinge vom KZ-Außenlager Annener Gußstahlwerk des KZ Buchenwald eingesetzt. 1944 waren von den 4694 Belegschaftsangehörigen nur 2476 Deutsche, also fast die Hälfte Zivilarbeiter und Kriegsgefangene. 139 Arbeiter überlebten den Einsatz in Annen nicht.
Die gesamte technische Ausstattung des Werks – unter anderem sieben Elektro- und zwei Hochfrequenzöfen – wurde nach dem Zweiten Weltkrieg demontiert. Nach der Entflechtung blieb das Annener Werk im Besitz der Ruhrstahl AG, die 1957 im Rheinstahl-Konzern aufging und sich auf den Maschinenbau spezialisierte. Im Werk Annen wurden zunächst Reparaturen durchgeführt, dann aber nach und nach auch wieder produziert. Neben Pumpen und Grubenwetter-Kühlanlagen wurde auch der Ruhrstahl Geräteträger im Werk Annen hergestellt. Bis 1955 wurde außerdem eine Gießanlage für Grauguss installiert, so dass die Belegschaft wieder auf rund 1000 Personen anwuchs. 1955 wurde der Ruhrpumpen-Betrieb von der Ruhrstahl übernommen und damit ein Bestandteil des Annener Werks. 1973 wurde der Rheinstahl-Konzern durch die Thyssen AG (seit 1999 Thyssenkrupp AG) übernommen.

## Wittener Industrie und Technologie Park
Die noch bestehenden Hallen des Annener Gussstahlwerks sind heute der Industriepark Wittener Industrie und Technologie Park, unter anderem produziert hier noch die ehemalige Ruhrstahl-Tochter Ruhrpumpen. Das Verwaltungsgebäude wird vorwiegend von der Universität Witten/Herdecke genutzt.